# 개군중학교
개군중학교(介軍中學校)는  대한민국 경기도 양평군 개군면 부리에 있는 사립 중학교이다.

## 학교 연혁
- 1967년 8월 25일 : 학교법인 계신학원 인가
- 1967년 12월 26일 : 개군중학교 인가
- 1968년 3월 2일 : 개군중학교 김윤수 초대 교장 취임
- 1971년 2월 28일 : 제1회 졸업(남 26명, 여 13명)
- 1974년 2월 28일 : 1학급 증설 및 9학급 인가
- 1988년 11월 29일 : 과학실, 도서실 준공
- 2000년 3월 2일 : 도서관 전산화
- 2001년 12월 25일 : 잔디구장 완공
- 2002년 3월 2일 : 다목적 시청각실 석암관 준공
- 2004년 2월 17일 : 체육관 준공
- 2012년 12월 16일 : 학교운동부 야구부 창단
- 2020년 3월 2일 : 김두현 교장 취임
- 2021년 1월 6일 : 제51회 38명 졸업(졸업생총수 4,572명)

## 참고 자료
- 개군중학교 - 한국교육학술정보원 학교알리미